# Półwysep Antarktyczny
Półwysep Antarktyczny (ang. Antarctic Peninsula, hiszp. Península Antártica, hiszp. Península Tierra de O’Higgins) – półwysep Antarktydy, położony w jej zachodniej części, między Morzem Bellingshausena na zachodzie a Morzem Weddella na wschodzie; najbardziej na północ wysunięta część Antarktydy (przylądek Prime Head na Trinity Peninsula). Północną część półwyspu zajmuje Ziemia Grahama, a południową – Ziemia Palmera. Z uwagi na łagodniejszy klimat niż w pozostałych częściach kontynentu, znajduje się tu wiele stacji naukowo-badawczych.

## Nazwa
Poławiacze fok nazywali półwysep New South Greenland (tłum. „Nowa Południowa Grenlandia”).
Do 1961 roku półwysep nazywany był Ziemią Grahama lub Półwyspem Grahama . Encyklopedia Britannica podaje, że Półwysep Antarktyczny nazywany jest także Palmer Peninsula, Graham Land lub Tierra de O’Higgins .
Nazwa Antarctic Peninsula została przyjęta w 1964 roku przez amerykańską i brytyjską komisję ds. nazw geograficznych Antarktyki. Wcześniej Brytyjczycy używali nazwy Ziemia Grahama (Graham Land) , a Amerykanie – Półwysep Palmera (Palmer Peninsula). Obecnie powszechnie przyjęta jest nazwa Półwysep Antarktyczny, a dwa starsze terminy odnoszą się do jego części.
Chilijczycy, którzy roszczą sobie prawa do tego obszaru, używają nazwy Tierra de O’Higgins (tłum. Ziemia O’Higginsa), na cześć chilijskiego bohatera narodowego Bernardo O’Higginsa (1776/1778–1842) . Natomiast Argentyńczycy, którzy uznają ten obszar za część tzw. Antarktydy Argentyńskiej, używają dla Ziemi Grahama nazwy Tierra de San Martín (tłum. Ziemia San Martína), na cześć José de San Martína (1778–1850) .

## Geografia

### Położenie
Półwysep leży w zachodniej części Antarktydy między Morzem Bellingshausena (Ocean Spokojny) na zachodzie a Morzem Weddella (Ocean Atlantycki) na wschodzie . Jest to najdalej na północ wysunięta część Antarktydy , rozciągająca się w kierunku południowego krańca Ameryki Południowej . Jego najbardziej na północ wysunięty punkt (63°13′S 57°18′W) oddalony jest od przylądka Horn o 999 km.
Granice półwyspu wyznacza Prime Head na północy i linia od Przylądka Adamsa biegnąca na południowy zachód do punktu 73°24′S 72°00′W , na południe of Eklund Islands  u południowo-zachodniego krańca Cieśniny Jerzego VI. Przy tak określonych granicach, długość półwyspu wynosi 1250 km a jego szerokość waha się od 287 km na południu do 24 km na północy. Powierzchnia półwyspu w tych granicach wynosi 127 km².
Gazetteer of the British Antarctic Territory podaje natomiast, że w 2009 roku linia wyznaczająca południową granicę półwyspu została skorygowana – biegnie od Rydberg Peninsula (73°S 80°W) do Evans Ice Stream (76°34'S 75°00'W) .
Północną część półwyspu zajmuje Ziemia Grahama, a południową – Ziemia Palmera. Południowe koło podbiegunowe (66°33'39"S) przecina południową część Ziemi Grahama – tereny na północ to jedyna część kontynentu, wychodząca poza krąg polarny.

#### Ziemia Grahama

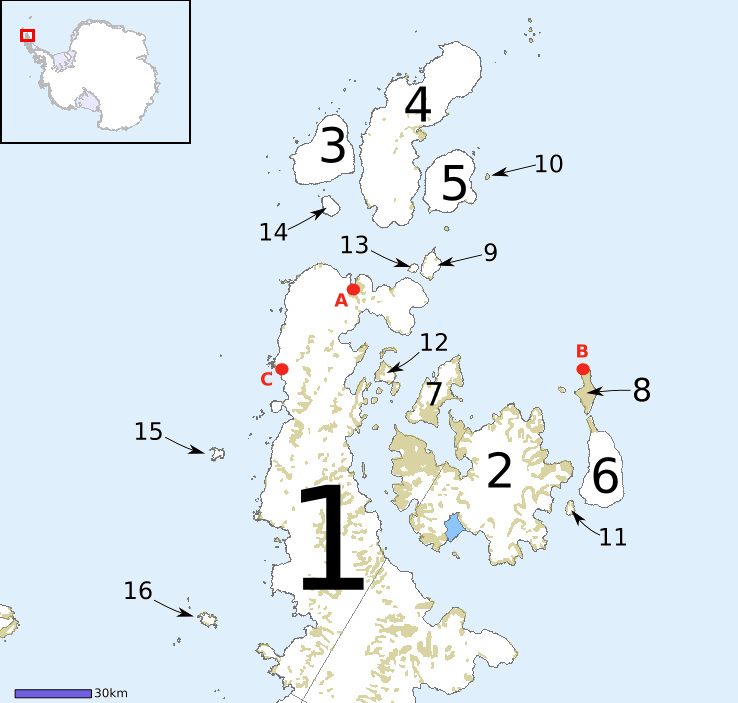
1 – Półwysep Antarktyczny; 2 – Wyspa Jamesa Rossa; 3 – D’Urville Island, 4 – Joinville Island; 5 – Dundee Island; 6 – Snow Hill Island; 7 – Vega Island; 8 – Seymour Island; 9 – Andersson Island; 10 – Paulet Island; 11 – Lockyer Island; 12 – Eagle Island; 13 – Jonassen Island; 14 – Bransfield Island; 15 – Astrolabe Island; 16 – Tower Island; A – stacja w Zatoce Nadziei, B – stacja Marambio, C – stacja General Bernardo O’Higgins

Ziemia Grahama rozciąga się na północ od linii łączącej przylądki Cape Jeremy (69°24'S 68°51'W) i Cape Agassiz (68°29'S 62°56'W).
Najbardziej na północ wysunięta część Ziemi Grahama składa się z licznych wysp, są to m.in.: Wyspa Jamesa Rossa, Joinville Island, D’Urville Island, Dundee Island, Bransfield Island, Snow Hill Island, Vega Island, Seymour Island, Rosamel Island, Paulet Island, Lockyer Island, Eagle Island, Jonassen Island, Astrolabe Island i Tower Island. Do Ziemi Grahama zaliczane są również Szetlandy Południowe obejmujące 11 większych wysp i wiele wysepek, z których większość pokrywa wieczny lód.
Na Ziemi Grahama, w zachodniej części półwyspu, na wybrzeżu Morza Bellingshausena, leżą: Davis Coast, Wybrzeże Danco, Graham Coast, Loubet Coast i Fallières Coast. W części wschodniej, na wybrzeżu Morza Weddella, znajdują się: Nordenskjöld Coast, Oscar II Coast, Foyn Coast i Wybrzeże Bowmana. Do wybrzeży Oscar II Coast, Foyn Coast i Wybrzeże Bowmana przylega Lodowiec Szelfowy Larsena (który ciągnie się do Wybrzeża Wilkinsa na Ziemi Palmera). Północną część półwyspu zajmuje Trinity Peninsula.

#### Ziemia Palmera

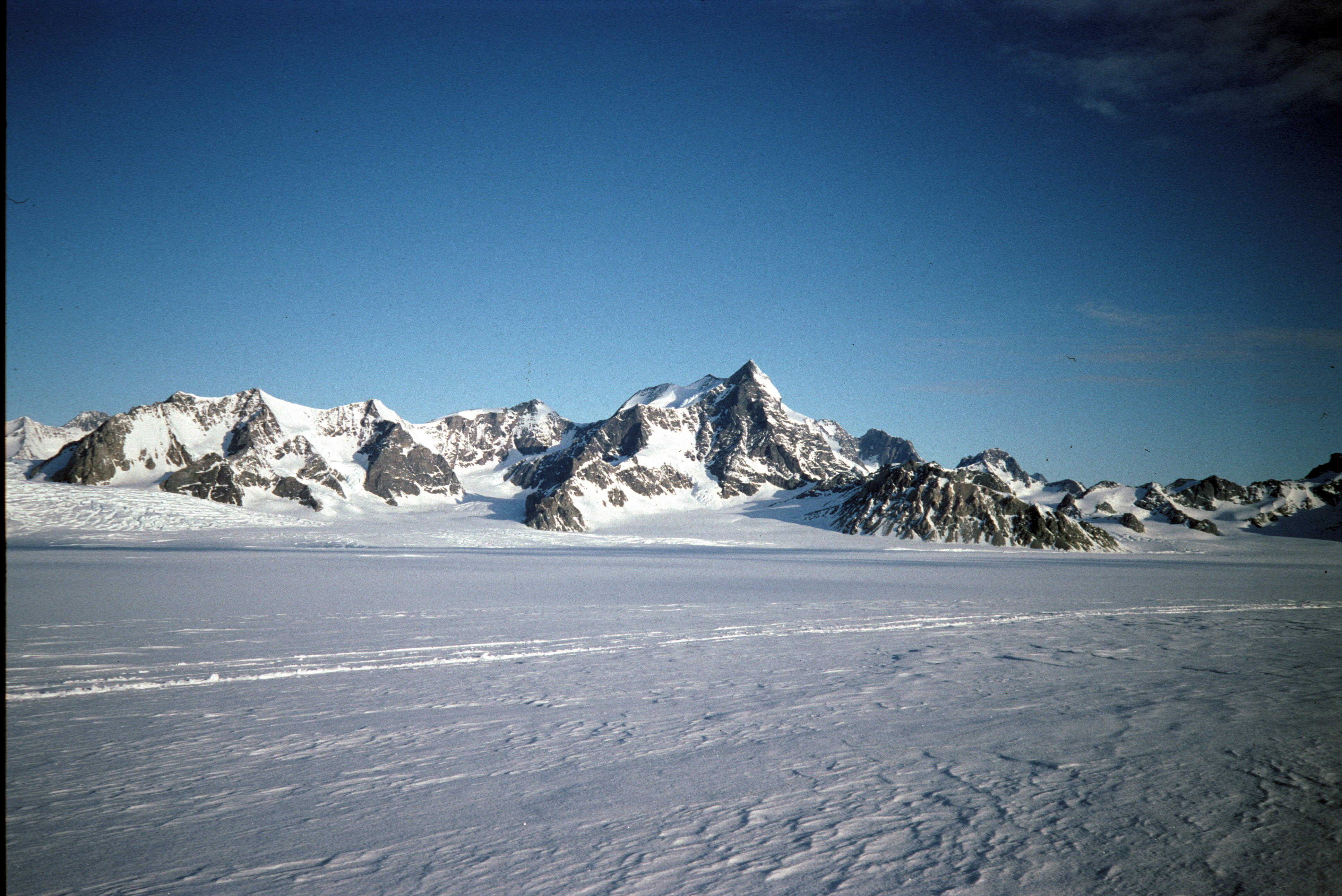
Creswick Peaks, Ziemia Palmera

Ziemia Palmera rozciąga się na południe od linii Cape Jeremy–Cape Agassiz. Jest bardziej górzystą częścią półwyspu. Znajdują się tam m.in. Latady Mountains, Seward Mountains i Sweeney Mountains.
U zachodniego wybrzeża Ziemi Palmera – Wybrzeża Englisha – leżą m.in. Wyspa Aleksandra (największa wyspa Antarktyki), Smyley Island i Spaatz Island. Wschodnie wybrzeża Ziemi Palmera tworzą: Wybrzeże Wilkinsa (przylega do niego południowa część Lodowca Szelfowego Larsena), Black Coast, Wybrzeże Lassitera, Orville Coast i Zumberge Coast. Do wybrzeży Orville Coast i Zumberge Coast przylega Lodowiec Szelfowy Ronne, a do Zumberge Coast także Lodowiec Szelfowy Filchnera.
Wzdłuż wschodniego wybrzeża rozsiane są niewielkie wysepki, m.in. Hilton Inlet, Violante Inlet i New Bedford Inlet.

### Geologia
Pod względem geologicznym półwysep uznawany jest za przedłużenie trzeciorzędowych stref orogenicznych Ameryki Południowej . Powszechnie przyjmuje się, że jest to zerodowany mezozoiczny łuk magmowy powstały na paleozoicznych lub starszych skałach platformy kontynentalnej uformowanych w procesie subdukcji. Inna teoria, bazująca na akrecji, mówi o kolizji dwóch lub trzech terranów, w wyniku której doszło do tzw. orogenezy Ziemi Palmera (ang. Palmer Land orogeny).
Wiek najstarszych skał półwyspu sięga przynajmniej kambru. We wschodniej Ziemi Grahama i północno-zachodniej Ziemi Palmera odkryto ortognejsy (ok. 450–550 Ma), a we wschodniej części Ziemi Palmera paragnejsy (późny kambr), które stanowią podstawę dla granitu i granodiorytu z triasu. Platforma paleozoiczna lokalnie została poddana procesom metamorficznym, a w okresie karbonu i permu powstały migmatyty i granity. W środkowej części Ziemi Palmera odkryto kwarcyty kratoniczne oraz osadowe skały kwarcytowe z fauną glossopterisową.
Mezozoiczny łuk magmowy tworzą batolit (ang. Antarctic Peninsula Batholit) o długości 1350 km i szerokości do 210 km, zbudowany ze skał plutonicznych (240–10 Ma) i wcinający się w leżące pod nim gnejsy, oraz skały wulkaniczne (ang. Antarctic Peninsula Volcanic Group) – bazalty, andezyty, dacyty i ryolity.
We wschodniej części półwyspu znajdują się bogate w skamieniałości pokłady skał osadowych z okresu jury i kredy. Wyspa Seymour Island nazywana jest „kamieniem z Rosetty” antarktycznej paleontologii z uwagi na bogactwo występujących tu skamieniałości bezkręgowców i kręgowców. Liczne skamieniałe szczątki znajdują się w warstwach formacji La Meseta z okresu późnego i środkowego eocenu, występują tu m.in. skamieniałe szczątki małży, ślimaków, szkarłupni, dziesięcionogów, ramienionogów, rekinów, doskonałokostnych, żółwi, plezjozaurów, ptaków, ssaków morskich i prymitywnych torbaczy. Na Wyspie Jamesa Rossa znaleziono szczątki allozaura.

### Ukształtowanie terenu

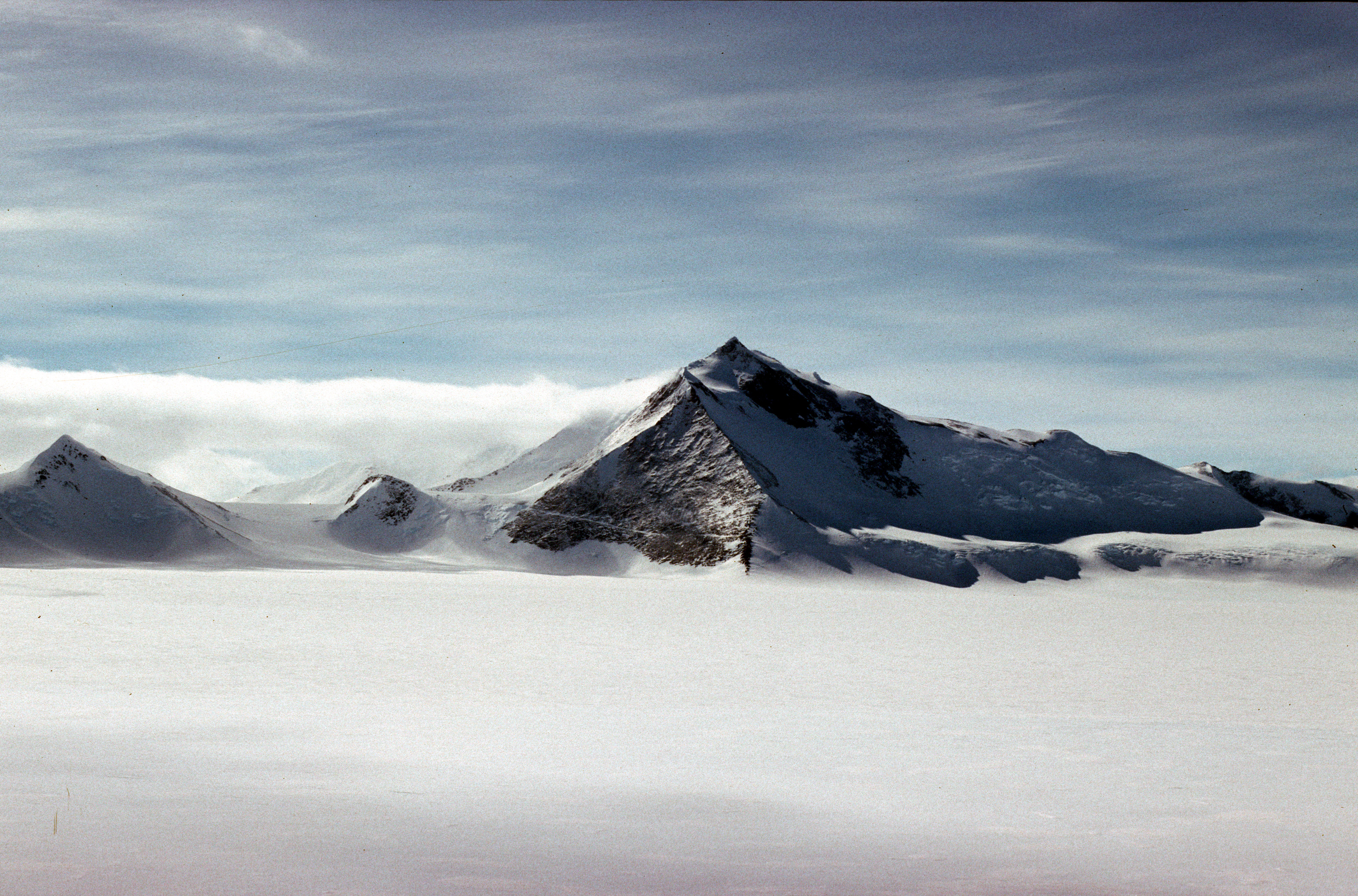
Mount Hope (3239 m n.p.m.)

Półwysep Antarktyczny to obszar górzysty – na całej jego długości biegnie łańcuch górski tzw. Antarktandów , poprzecinany płaskowyżami pokrytymi lodowcami.
Według najnowszych pomiarów British Antarctic Survey (2017) najwyższym szczytem jest Mount Hope (3239 m n.p.m.), a nie uznawana dotychczas za najwyższą Góra Jacksona (3184 m n.p.m.). Największym płaskowyżem jest Dyer Plateau w północno-środkowej części Ziemi Palmera. Półwysep pokryty jest lądolodem i wiecznym śniegiem  – jedynie ok. 2,6% jego powierzchni pozostaje wolne od śniegu i lodu w czasie antarktycznego lata.
Do jego wschodniego wybrzeża i części zachodniego przylegają lodowce szelfowe, z których największym jest Lodowiec Szelfowy Larsena.

### Klimat
Ze względu na położenie na Półwyspie Antarktycznym panuje łagodniejszy klimat niż w pozostałych częściach kontynentu. Z tego powodu znajduje się tu wiele stacji naukowo-badawczych. Klimat jest zróżnicowany – na zachodnim wybrzeżu występuje łagodniejszy morski klimat polarny, a na wschodnim, zimniejszy kontynentalny klimat polarny.
Latem, na północnym zachodzie występują dodatnie temperatury, które utrzymują się przez 3–4 miesiące. W styczniu (latem) średnia temperatura powietrza wynosi 1–2 °C, a w lipcu (zimą) – od -15 °C do -20 °C. Roczne opady sięgają 350–500 mm. Na południe od 68° S, klimat staje się chłodniejszy – latem temperatury dodatnie utrzymują się przez 1–2 miesiące. Roczne opady na wybrzeżu północno-wschodnim wynoszą 350 mm, a na wschodniej jedynie 100–150 mm.

#### Zmiany klimatyczne
Od połowy XX w. średnie roczne temperatury powietrza na półwyspie rosły najszybciej na całej półkuli południowej. W latach 1950–2000 roczna średnia temperatura powietrza wzrosła o 2,5°.
Latem 2020 roku temperatury powietrza osiągnęły rekordowy poziom – 6 lutego argentyńska stacja badawcza Esperanza w Zatoce Nadziei na północy półwyspu odnotowała +18,4 °C.

### Lodowce

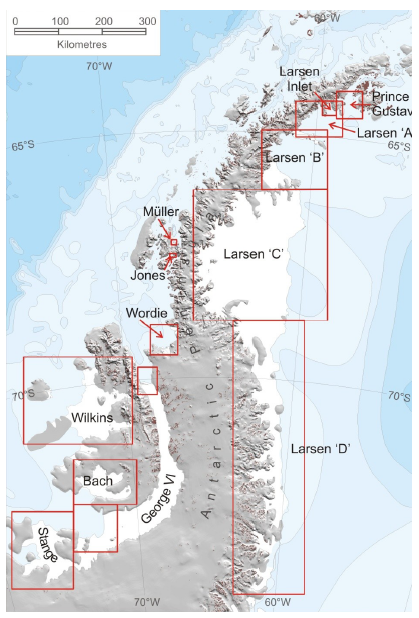
Lodowce szelfowe wokół Półwyspu Antarktycznego (2009)

Z uwagi na łagodniejszy klimat niż w pozostałych częściach kontynentu oraz górzystość, na Półwyspie Antarktycznym dochodzi do akumulacji dużych mas śniegu. Zasilają one ponad 400 lodowców schodzących ku morzom okalającym półwysep.
Lodowce w części zachodniej są krótkie, strome, z wieloma szczelinami; szybko się przemieszczają (6 m na dzień), cieląc się w wodach wielu zatok wybrzeża. Bardziej na południe formują prawie nieprzerwaną pokrywę lodową, spływającą powoli ku Lodowcowi Szelfowemu Jerzego VI.
W części wschodniej, o zimniejszym klimacie kontynentalnym, na prawie całej długości wybrzeża zalegają masywne lodowce szelfowe zasilane przez lodowce schodzące ku Morzu Weddella i bezpośrednio przez opady śniegu. Lód rozciąga się na długości 1000 km, wcinając się w morze na 200 km, a jego grubość dochodzi do 200 m.
Wskutek postępującego ocieplenia klimatu, lodowce szelfowe zaczęły się topić. Proces topnienia spowodowany jest trzema czynnikami – ocieplone wody oceanu powodują zmniejszanie się grubości lodu, cofające się czoło lodowca, pękając, więzi lodowiec w zatoce, co przyczynia się do jego dalszego kurczenia się i woda z letniego topnienia lodowca żłobi w nim szczeliny, tworząc kliny o gęstości większej niż otaczające go pokłady lodu, sięgające podstawy lodowca. Czynniki te przyczyniły się do stopniowej dezintegracji Lodowca Szelfowego Larsena. W latach 1989–1992 rozpadowi uległa część przy Larsen Inlet, w 1995 roku dezintegracji uległ Larsen A, w 2002 roku od Larsena B oderwała się część na północ od Cape Disappoinment (3250 km² ), a w 2017 roku od Larsena C oderwała się wyspa lodowa (ok. 6000 km²)  – A-68. Rozpadowi uległy także Lodowiec Szelfowy Wilkinsa i Lodowiec Szelfowy Wordiego na wybrzeżu zachodnim.

### Flora i fauna

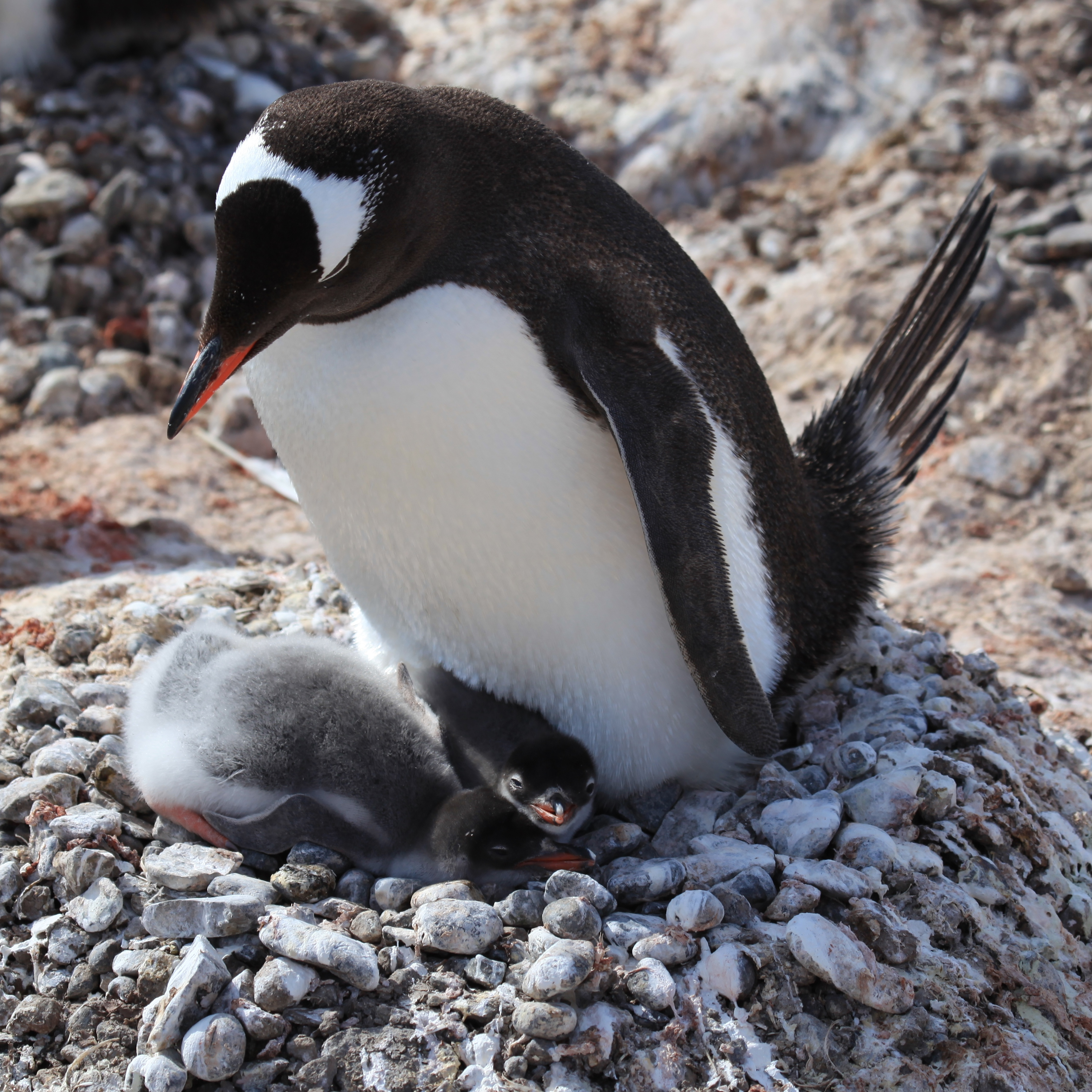
Pingwin białobrewy, Ziemia Grahama

Zachodnia część półwyspu, między 64° a 68°S, o cieplejszym klimacie, charakteryzuje się bogatszą i bardziej zróżnicowaną florą i fauną niż pozostała część Antarktydy.
Występuje tu 67 gatunków mchów, 9 wątrobowców, 265 porostów oraz jedyne 2 gatunki roślin okrytonasiennych na kontynencie – kolobant antarktyczny i śmiałek antarktyczny.
Na półwyspie gniazduje 16 gatunków ptaków morskich, w tym 4 gatunki pingwinów (pingwin białobrewy, pingwin białooki, pingwin maskowy i pingwin cesarski). Żyją tu również fulmar południowy, warcabnik, petrelec olbrzymi, petrel śnieżny, oceannik żółtopłetwy, wydrzyk brunatny, wydrzyk antarktyczny, mewa południowa, rybitwa antarktyczna i kormoran niebieskooki.
Ssaki reprezentuje pięć gatunków fok (krabojad foczy, mirunga, kotik antarktyczny, amfitryta lamparcia i weddelka arktyczna). Na wschodnim wybrzeżu półwyspu zaobserwowano także foczkę małą. W wodach wokół półwyspu występuje płetwal czerniakowy.
Na półwyspie znajduje się 13 szczególnie chronionych obszarów Antarktyki (ang. Antarctic Specially Protected Area) oraz 18 miejsc o statusie historycznych miejsc i pomników w Antarktyce (ang. Historic Sites and Monuments in Antarctica).

## Historia

### Odkrycia geograficzne
Półwysep został odkryty w 1820 roku – Encyclopedia of the Antarctic Riffenburgha podaje, że półwysep został zoczony niezależnie przez rosyjskiego badacza Fabiana Bellingshausena (1778–1852), brytyjskiego oficera Royal Navy Edwarda Bransfielda (1785–1852) i przez amerykańskiego poławiacza fok Nathaniela Palmera (1799–1877). Mills (2003) podaje natomiast, że pierwszy półwysep zobaczył Edward Bransfield – 30 stycznia 1820 roku, Palmer dostrzegł go 16 listopada 1820 roku, natomiast Bellingshausen odkrył 27 stycznia 1820 roku lodowiec szelfowy u Wybrzeża Księżniczki Marty. Bransfield naniósł półwysep na mapę jako Trinity Land.
W 1821 roku amerykański poławiacz fok John Davis (1784–?) przepłynął Cieśninę Bransfielda i 6 lutego zszedł na ląd w pobliżu Hughes Bay, zatoki między Cape Sterneck a Cape Murray na zachodnim wybrzeżu Półwyspu Antarktycznego. W 1824 roku brytyjski marynarz James Hoseason ze statku „Sprightly” zmapował zatokę i nazwał ją na cześć kapitana statku Edwarda Hughes. W 1832 roku opływający Antarktydę dookoła brytyjski kapitan John Biscoe (1794–1843), dopłynął do półwyspu od strony południowej. 19 lutego wylądował na Pitt Island – jednej z Wysp Biscoe, a 21 lutego na wyspie Antwerpia w Archipelagu Palmera, którą wziął za kontynent i ogłosił terytorium Wielkiej Brytanii. W lutym 1839 roku francuski podróżnik Jules Dumont d’Urville (1790–1842) dotarł na północ półwyspu, gdzie odkrył grupę wysp Joinville, a Orléans Channel wziął za cieśninę przycinającą półwysep na pół. Odcięty fragment lądu nazwał Terre Louis Philippe na cześć francuskiego króla. W 1875 roku niemiecki marynarz Eduard Dallmann (1830–1896), kierownik pierwszej niemieckiej ekspedycji w rejon Antarktyki, dotarł do szerokości 64°45'S. Kolejne wyprawy badające zachodnią część półwyspu były prowadzone przez Adriena de Gerlache (1866–1934) w latach 1897–1899, J.-B. Charcota (1867–1936) w latach 1903–1905 i w latach 1908–1910, oraz przez Johna Rymilla (1905–1968), który poprowadził Brytyjską Ekspedycję do Ziemi Grahama.
Do wschodniego wybrzeża półwyspu dotarł najprawdopodobniej po raz pierwszy w marcu 1823 roku amerykański poławiacz fok Benjamin Morrell (1795–1839), który nowy ląd nazywał za Robertem Johnsonem, kapitanem jego poprzedniej wyprawy, New South Greenland (tłum. „Nowa Południowa Grenlandia”). Odkrycie Morrella nie jest jednak jednoznacznie stwierdzone i akceptowane. Eksploracja wschodniego wybrzeża półwyspu była utrudniona przez trudne warunki atmosferyczne na Morzu Weddella, które często skute było lodem i niskie temperatury panujące na lądzie. Latem 1823 roku wody Morze Weddella były wyjątkowo wolne od lodu, co pozwoliło brytyjskiemu żeglarzowi Jamesowi Weddellowi (1787–1834) na penetrację akwenu.
W styczniu 1843 roku do wysp na wschodnim wybrzeżu półwyspu dotarł brytyjski oficer James Clark Ross (1800–1862), który zmapował wiele wysp w pobliżu zatoki Erebus and Terror Gulf. Kolejna wyprawa w ten rejon została przeprowadzona dopiero w latach 1892–1893, kiedy norweski wielorybnik Carl Anton Larsen (1860–1924) został zwabiony raportami Jamesa Clarka Rossa o mnogości waleni na Morzu Weddella. Ekspedycja Larsena wylądowała 4 grudnia 1892 roku na Seymour Island u wschodnich wybrzeży półwyspu. Na wyspie Larsen znalazł skrzemieniałe drewno, co wówczas mylnie było uznawane za pierwsze znalezisko tego typu na Antarktydzie. Ekspedycja osiągnęła 64°40'S 56°30'W, gdzie Larsen zaobserwował zarys lądu na zachodzie, po czym w lipcu 1893 roku powróciła do Norwegii. Podczas drugiej wyprawy w latach 1893–1894, Larsen dotarł na 68°10'S – najdalej na południe wzdłuż wschodniego wybrzeża Półwyspu Antarktycznego niż wówczas jakikolwiek inny statek . Podczas wyprawy Larsen odkrył lodowiec szelfowy nazwany później jego imieniem, Oscar II Coast i Foyn Coast. Odkryto również wyspy – Wyspę Robertsona i Seal Nunataks – przy czym te ostatnie Larsen mylnie wziął za dwa czynne wulkany.
W latach 1902–1904 Półwysep Antarktyczny badała Szwedzka Wyprawa Antarktyczna kierowana przez szwedzkiego geologa Otto Nordenskjölda (1869–1928). Wyprawa jako pierwsza stanęła na wschodnim wybrzeżu półwyspu 28 października 1902 roku. Wskutek niezwykle trudnych warunków, została rozdzielona na trzy grupy, które przetrwały zimę w trzech różnych lokalizacjach – w obozie zimowym w Snow Hill, w Zatoce Nadziei i na Paulet Island. Uczestnicy ekspedycji zostali uratowani przez argentyński statek „Urugwaj”. Pomimo niepomyślnego zakończenia wyprawa została uznana za sukces z uwagi na dokonane odkrycia geograficzne i zmapowanie kolejnych obszarów Antarktydy.
20 grudnia 1928 roku, podczas pierwszego długodystansowego lotu nad Antarktydą, George Hubert Wilkins (1888–1958) odkrył Wybrzeże Bowmana i Wybrzeże Wilkinsa. 30 grudnia 1940 roku, podczas lotów ze Stonington Island, Richard Black odkrył Wybrzeże Lassitera i Black Coast. 21 listopada 1947 roku amerykański polarnik pochodzenia norweskiego Finn Ronne (1899–1980) odkrył podczas lotu Orville Coast.

### Roszczenia terytorialne
Wielka Brytania zaczęła rościć sobie prawa do półwyspu na mocy Royal Letters Patent z dnia 21 lipca 1908 roku oraz Royal Letters Patent z dnia 28 marca 1917 roku, które zaliczały półwysep do terytorium Falkland Islands Dependencies. W 1962 roku ustanowiono tu Brytyjskie Terytorium Antarktyczne (ang. British Antarctic Territory). Roszczenia do półwyspu wysuwają również Argentyna i Chile. Chile na mocy dekretu prezydenckiego ustanowiło tu w 1940 roku Chilijskie Terytorium Antarktyczne (hiszp. Territorio Chileno Antarctico). W 1943 roku Argentyna zgłosiła roszczenia, które sformalizowała poprzez rozszerzenie tzw. Antarktydy Argentyńskiej (hiszp. Antártida Argentina). Wszystkie roszczenia zostały zawieszone wraz z zawarciem Układu Antarktycznego w 1961 roku.

### Eksploracja
Półwysep jest przedmiotem prac i badań kartograficznych prowadzonych przez Wielką Brytanię (od 1944 roku do dziś) i Stany Zjednoczone. Teren został przebadany m.in. przez Falkland Islands Dependencies Survey (FIDS). Stany Zjednoczone przeprowadzały tu wielokrotnie badania lotnicze, m.in. w ramach operacji Highjump (1946–1947), ekspedycji badawczej pod kierownictwem Finna Ronnego (1899–1980) na tereny wybrzeża Morza Weddella (ang. Ronne Antarctic Research Expedition, RARE) (1947) czy United States Navy  TriMetrogon Aerial Survey (1966 i 1968).

### Stacje badawcze
Na półwyspie funkcjonuje ponad 30 permanentnych i sezonowych stacji badawczych należących do 14 państw.
| Lp. | Państwo           | Zdjęcie | Nazwa stacji                     | Lokalizacja                                                     | Typ        |
| --- | ----------------- | ------- | -------------------------------- | --------------------------------------------------------------- | ---------- |
| 1.  | Argentyna         |         | Esperanza                        | Zatoka Nadziei 63°23′00″S 56°59′00″W/-63,383333 -56,983333      | Całoroczna |
| 2.  | Argentyna         |         | Carlini                          | Wyspa Króla Jerzego 62°14′00″S 58°40′00″W/-62,233333 -58,666667 | Całoroczna |
| 3.  | Argentyna         |         | Marambio                         | Seymour Island 64°14′00″S 56°37′00″W/-64,233333 -56,616667      | Całoroczna |
| 4.  | Argentyna         |         | San Martín                       | Barry Island 68°07′00″S 67°06′00″W/-68,116667 -67,100000        | Całoroczna |
| 5.  | Argentyna         |         | Brown                            | Rajska Zatoka 64°53′00″S 62°53′00″W/-64,883333 -62,883333       | Sezonowa   |
| 6.  | Argentyna         |         | Decepción                        | Deception Island 62°52′00″S 60°43′00″W/-62,866667 -60,716667    | Sezonowa   |
| 7.  | Argentyna         |         | Primavera                        | Wybrzeże Danco 64°09′00″S 60°57′00″W/-64,150000 -60,950000      | Sezonowa   |
| 8.  | Argentyna         |         | Petrel                           | Dundee Island 63°28′00″S 56°17′00″W/-63,466667 -56,283333       | Sezonowa   |
| 9.  | Argentyna         |         | Cámara                           | Wyspa Livingstona 62°02′00″S 58°42′00″W/-62,033333 -58,700000   | Sezonowa   |
| 10. | Argentyna         |         | Melchior                         | Anvers Island 64°20′00″S 62°59′00″W/-64,333333 -62,983333       | Sezonowa   |
| 11. | Argentyna         |         | Matienzo                         | Larsen Nunatak 64°58′00″S 60°04′00″W/-64,966667 -60,066667      | Sezonowa   |
| 12. | Brazylia          |         | Comandante Ferraz                | Wyspa Króla Jerzego 62°08′00″S 58°40′00″W/-62,133333 -58,666667 | Całoroczna |
| 13. | Brazylia          |         | Refúgio Astrônomo Cruls          | Wyspa Nelsona 62°14′00″S 58°48′00″W/-62,233333 -58,800000       | Sezonowa   |
| 14. | Brazylia          |         | Refúgio Emílio Goeldi            | Elephant Island 61°05′00″S 55°20′00″W/-61,083333 -55,333333     | Sezonowa   |
| 15. | Brazylia          |         | Refúgio Engenheiro Wiltgen       | Elephant Island                                                 | Sezonowa   |
| 16. | Chile             |         | Presidente Eduardo Frei Montalva | Wyspa Króla Jerzego 62°11′00″S 58°58′00″W/-62,183333 -58,966667 | Całoroczna |
| 17. | Chile             |         | Escudero                         | Wyspa Króla Jerzego 62°12′00″S 58°57′00″W/-62,200000 -58,950000 | Całoroczna |
| 18. | Chile             |         | Capitán Arturo Prat              | Greenwich Island 62°28′00″S 59°39′00″W/-62,466667 -59,650000    | Całoroczna |
| 19. | Chile             |         | General Bernardo O’Higgins       | Trinity Peninsula 63°19′00″S 57°53′00″W/-63,316667 -57,883333   | Całoroczna |
| 20. | Chile             |         | González Videla                  | Rajska Zatoka 64°49′00″S 62°51′00″W/-64,816667 -62,850000       | Sezonowa   |
| 21. | Chile             |         | Yelcho                           | Doumer Island 64°52′00″S 63°35′00″W/-64,866667 -63,583333       | Sezonowa   |
| 22. | ChRL              |         | Wielki Mur                       | Wyspa Króla Jerzego 62°12′59″S 58°57′44″W/-62,216389 -58,962222 | Całoroczna |
| 23. | Ekwador           |         | Maldonado                        | Greenwich Island 64°26′00″S 59°44′00″W/-64,433333 -59,733333    | Sezonowa   |
| 24. | Peru              |         | Machu Picchu                     | Wyspa Króla Jerzego 62°05′00″S 58°28′00″W/-62,083333 -58,466667 | Sezonowa   |
| 25. | Polska            |         | Arctowski                        | Wyspa Króla Jerzego 62°09′00″S 58°28′00″W/-62,150000 -58,466667 | Całoroczna |
| 26. | Rosja             |         | Bellingshausen                   | Wyspa Króla Jerzego 62°11′00″S 58°57′00″W/-62,183333 -58,950000 | Całoroczna |
| 27. | Hiszpania         |         | Juan Carlos I                    | Wyspa Livingstona 62°39′00″S 60°23′00″W/-62,650000 -60,383333   | Sezonowa   |
| 28. | Korea Południowa  |         | King Sejong                      | Wyspa Króla Jerzego 62°02′00″S 58°21′00″W/-62,033333 -58,350000 | Całoroczna |
| 29. | Ukraina           |         | Wiernadski                       | Galindez Islands 65°14′00″S 64°15′00″W/-65,233333 -64,250000    | Całoroczna |
| 30. | Stany Zjednoczone |         | Palmer                           | Antwerpia 64°46′00″S 64°03′00″W/-64,766667 -64,050000           | Całoroczna |
| 31. | Urugwaj           |         | Artigas                          | Wyspa Króla Jerzego 62°11′00″S 58°54′00″W/-62,183333 -58,900000 | Całoroczna |
| 32. | Wielka Brytania   |         | Rothera                          | Wyspa Adelajdy 67°34′00″S 68°07′00″W/-67,566667 -68,116667      | Całoroczna |
| 33. | Wielka Brytania   |         | Fossil Bluff                     | Wyspa Aleksandra 71°20′00″S 68°17′00″W/-71,333333 -68,283333    | Sezonowa   |

## Turystyka

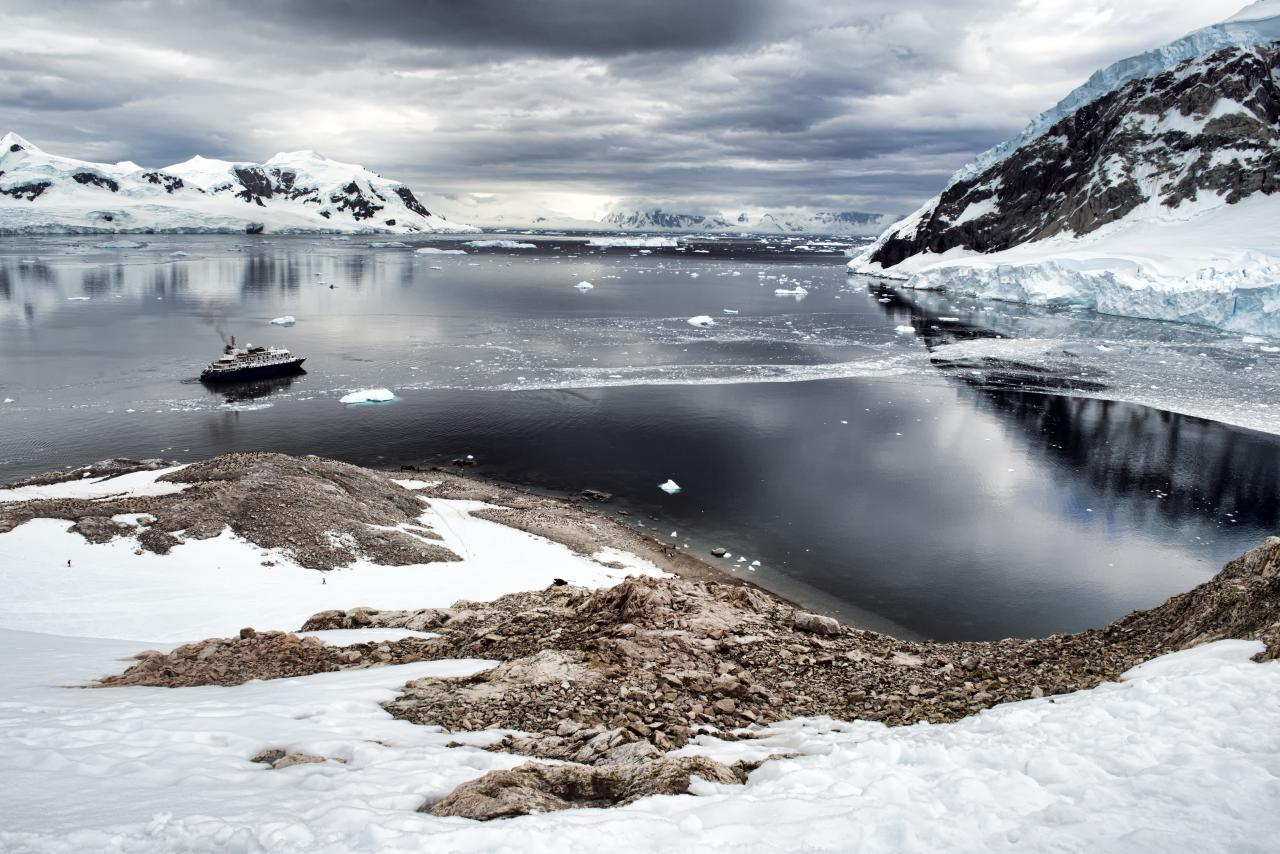
Neko Harbour – jedno z najczęściej odwiedzanych miejsc na Półwyspie Antarktycznym

Półwysep jest celem turystycznym – jest najczęściej odwiedzanym regionem Antarktydy. Najczęściej odwiedzane miejsca to Neko Harbour i dawna stacja badawcza Port Lockroy na Ziemi Palmera, Paradise Harbor, Cuverville Island i Petermann Island na Ziemi Grahama. Liczba turystów wzrasta, szczególnie tych przybywających na statkach wycieczkowych z Argentyny. W 2019 roku półwysep odwiedziło ponad 74 tys. osób.